# EXIT TUNES PRESENTS Vocalogemini feat.鏡音リン、鏡音レン
『EXIT TUNES PRESENTS Vocalogemini feat.鏡音リン、鏡音レン』（エグジット・チューンズ・プレゼンツ ボカロジェミナイ フィーチャリング・かがみねリン、かがみねレン）は、2012年4月4日に発売された、音声合成ソフトVOCALOIDをボーカルに用いた楽曲のコンピレーション・アルバム。発売元はEXIT TUNES、販売元はポニーキャニオン。
キャッチコピーは「リ ン の コ コ ロ ∞ レ ン の キ セ キ」。

## 概要
動画共有サイトで鏡音リン・レンのVOCALOIDソフトウェアを用いて制作し発表されたボーカル曲の中から、厳選された人気曲、書き下ろし曲15曲とボーナストラック2曲を再マスタリング・高音質化し収録している。アルバムのタイトルでは「feat.鏡音リン、鏡音レン」となっているが、ボーナス・トラックの「リンちゃんなう!」に限り初音ミク、巡音ルカを使用している。
ジャケットイラストは2Dが担当した。

## 収録曲
1. ココロ [4:41]
  - トラボルタ feat.鏡音リン（作曲・作詞：トラボルタ）
    - 詳細は当該項目を参照。
2. イカサマ⇔カジノ [3:42]
  - ひとしずく×やま△ feat.鏡音リン、鏡音レン（作曲：ひとしずく×やま△ 作詞：ひとしずくP 編曲：やま△）
    - 本アルバムのために書き下ろされた曲。
3. 右肩の蝶 [4:24]
  - のりぴー feat.鏡音レン（作曲：のりぴー 作詞：水野悠良）
    - 鏡音リン歌唱版もある。
4. 深海シティアンダーグラウンド [4:38]
  - 田中B feat.鏡音リン（作曲・作詞：田中B）
5. パラジクロロベンゼン [3:36]
  - オワタP feat.鏡音レン（作曲・作詞：オワタP）
    - 『EXIT TUNES PRESENTS Vocalogenesis feat.初音ミク』に収録されているバージョン（3分55秒）と比べ20秒ほど短い。
    - アンサーソングである「アンチクロロベンゼン」があり、こちらは『EXIT TUNES PRESENTS Vocalonexus feat.初音ミク』に収録されている。
6. リモコン [5:10]
  - じーざす（ワンダフル☆オポチュニティ！） feat.鏡音リン、鏡音レン（作曲・作詞：じーざす）
7. 天樂 [4:35]
  - ゆうゆ feat.鏡音リン（作曲・作詞：ゆうゆ）
8. 悪ノ召使 [4:50]
  - mothy_悪ノP feat. 鏡音レン（作曲・作詞：mothy）
    - 「悪ノ娘」の対となる楽曲。2010年、「悪ノ娘」と共に本作を原作として、自著による小説化。
9. セツナデシコ [4:14]
  - ライブP feat. 鏡音リン（作曲・作詞：ライブP）
    - 本アルバムのために書き下ろされた曲。
10. ジェミニ [5:08]
  - DixieFlatline feat. 鏡音リン、鏡音レン（作曲・作詞：DixieFlatline）
    - 下田麻美のアルバム『Prism』に同曲のカバーバージョンが収録されている。
11. 鏡音レンの暴走 [4:46]
  - cosMo@暴走P feat. 鏡音レン（作曲・作詞：cosMo@暴走P）
    - コンピレーション・アルバム『EXIT TUNES PRESENTS Vocaloanthems feat.初音ミク』にも収録されている。
12. いろは唄 [4:46]
  - 銀サク feat.鏡音リン（作曲・作詞：銀サク）
    - 詳細は当該項目を参照。
13. スーパーヒーロー [4:05]
  - Nem feat.鏡音レン（作曲・作詞：Nem）
    - 本アルバムのために書き下ろされた曲。
14. リンリンシグナル [4:03]
  - Dios/シグナルP feat. 鏡音リン、鏡音レン（作曲・作詞：Dios/シグナルP）
    - 下田麻美のアルバム『Prism』に同曲のカバーバージョンが収録されている
15. 炉心融解 [5:33]
  - iroha feat.鏡音リン（作曲：iroha(sasaki) 作詞：kuma(alfred)）
    - 暗い歌のようであるが、過去からの脱却を表した前向きな歌だとされている[1]。『EXIT TUNES PRESENTS Vocalolegend feat.初音ミク』にはcosMo@暴走Pによるリミックスヴァージョンが収録されている。また、下田麻美のアルバム『Prism』に同曲のカバーバージョンが収録されている
16. ココロ・キセキ [4:49]
  - zyun（ジュンP）feat.鏡音レン（作曲・作詞：zyun、トラボルタ）
    - ボーナストラックで、M1「ココロ」のアンサーソング。
17. リンちゃんなう! [2:28]
  - オワタP feat.初音ミク、巡音ルカ（作曲：オワタP、作詞：杉の人）
    - ボーナストラックで、本アルバムで鏡音リン・レン以外のVOCALOIDが使用されている唯一の楽曲。
    - 投稿者の杉の人（sezu）が鏡音リンへの思いをTwitterに投稿したところ、田村ヒロが初音ミクと巡音ルカをリン廃にして漫画化し、オワタPが楽曲を制作した[2]。
    - また、一迅社の「月刊ComicREX」で漫画が連載されており、小説も発売されている[3]。